# Журне, Жан
Жан Журне (фр. Jean Journet; 23 июня 1799, Каркасон — ноябрь 1861, Тулуза) — французский поэт-социалист.

## Биография
Журне уже в молодости увлекался революционными идеями, был членом тайного общества карбонариев, содержался в тюрьме, но был оправдан судом. Некоторое время он провёл в провинции, занимаясь аптечным делом, пока изучение сочинений Фурье не побудило его приехать в Париж, чтобы познакомиться лично с уже умиравшим тогда философом-социалистом. Журне стал его поклонником его учения и с конца 30-х годов принялся за энергичную фурьеристическую пропаганду, отмеченную различными крайностями.
В 1841 году, во время представления в опере, он бросает из верхней галереи в партер груду своих брошюр, надеясь таким образом привлечь внимание публики к идеям Фурье. Эта выходка стоила Журне нескольких месяцев заключения в доме умалишённых. Освобожденный, он печатает и распространяет брошюры, проповедует на площадях и в ресторанах, настойчиво добивается свиданий с богатыми и высокопоставленными лицами, пробует обратить в фурьеризм бельгийскую королеву.
Претензия на право считаться главным апостолом фурьеризма поссорила Журне с другими фурьеристами, а его странническая жизнь, посвященная лишь одной пропаганде, довела его до нищеты. Будучи преимущественно поэтом, Журне развивал свои фурьеристические идеи и полемизировал с их противниками (Прудоном, Жирарденом, Кабе, Деру и другими) почти исключительно в стихах. В его поэтических сборниках молитвы чередуются с хвалебными гимнами, революционные песни — с сатирами; некоторая грубость формы не исключает неподдельного вдохновения.
Главные сборники его стихотворений: «La bonne nouvelle ou l’idée succinte de l’association» (1843); «Les sept clameurs du desert»; «Jérémie en 1845»; «Poésies et chants harmoniens» (с автобиографическим вступлением, 1857); «Résurrection sociale, félicité universelle. Cris et soupirs» (1841—1849) и многие другие. Последняя предсмертная брошюра Журне «L’apothéose de l’Empire ou le règne de l’Harmonie» представляет собой попытку путём довольно грубой лести обратить Наполеона III на путь социальных реформ.